# Neocoronida martensi
Neocoronida martensi is een bidsprinkhaankreeftensoort uit de familie van de Coronididae. De wetenschappelijke naam van de soort is voor het eerst geldig gepubliceerd in 1978 door Manning.